# Virovsko
Virovsko (bulgariska: Вировско) är ett distrikt i Bulgarien.   Det ligger i kommunen Obsjtina Vratsa och regionen Vratsa, i den nordvästra delen av landet, 80 km nordost om huvudstaden Sofia.
Omgivningarna runt Virovsko är en mosaik av jordbruksmark och naturlig växtlighet. Runt Virovsko är det ganska glesbefolkat, med 43 invånare per kvadratkilometer.